# Kızılırmak (fleuve)
Pour les articles homonymes, voir Kızılırmak.
Le Kızılırmak (« rivière rouge » en turc), appelé dans l'Antiquité Halys (en grec ancien Ἅλυς / Hálus ; en latin Halys)  est un fleuve d'Anatolie qui se jette dans la mer Noire. Avec ses 1 150 km, il s'agit du plus long fleuve de Turquie. Il n'est pas navigable mais représente une importante source d'énergie hydroélectrique.

## Géographie

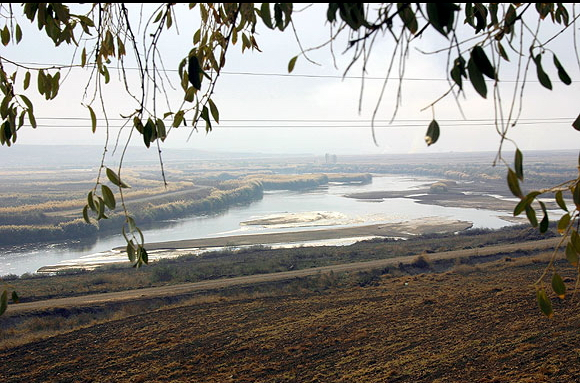
Le Kızılırmak à İskilip.

Prenant sa source sur le haut-plateau arménien à 171 km à l'est de la ville de Sivas, le Kızılırmak s'écoule en premier lieu en direction vers sud-ouest, puis oblique vers le nord, puis vers le nord-est jusqu'à son embouchure. D'amont en aval, il franchit entre autres le barrage de Kesikköprü, le barrage de Kapulukaya, le barrage de Boyabat, le barrage d'Altınkaya et le barrage de Derbent.

## Histoire
C’est dans sa boucle principale que la civilisation hittite s’est développée autour de sa capitale Hattusa. Par la suite, l'Halys marqua la frontière entre l’Asie Mineure hellénique et l’Asie aux mains de la Perse. Le roi lydien Crésus le détourna par un tunnel pour le franchir, afin d'envahir l'empire de Cyrus II et la bataille de la Ptérie s'ensuivit en 547 av. J.-C.. Cyrus, vainqueur, fut dès lors maître de l’Asie Mineure. Le franchissement n'avait pu se faire à l'aide d'un pont, d'une part parce que les tufs de la région étaient trop friables ; et d'autre part à cause du régime irrégulier du fleuve, propice aux crues ; il semble qu'il ait demandé à Thalès de faire creuser ce tunnel de dérivation, de 177 mètres de long sur 9 mètres de large et sans doute 2 à 4 mètres de hauteur exploré par le géologue Eric Gilli en 2013.

## Affluents
- Mısmıl Çayı ;
- Damsa Çayı ;
- Derinöz Çayı ;
- Delice Irmağı ;
  - Kılıçözü Çayı ;
    - Manahözü Deresi ;

  - Karasu Çayı ;
    - Kozanözü Çayı (Boğazlıyan Çayı, Büyüköz Deresi) ;

  - Kanak Çayı.